# Ignaz Trollmann
Ignác svobodný pán Trollmann z Lovćenbergu (německy Ignaz Freiherr Trollmann von Lovcenberg) (25. listopadu 1860 Steyr – 23. února 1919 Štýrský Hradec) byl rakousko-uherský generál. Jako absolvent vojenské akademie vstoupil do c. k. armády v roce 1882 a vystřídal službu u řady posádek v monarchii. Za první světové války bojoval na srbské frontě, poté byl převelen do Haliče. V roce 1915 obdržel samostatné velení armádního sboru a vyznamenal se na Balkáně během okupace Černé Hory. V roce 1916 dosáhl hodnosti generála pěchoty a jako nositel prestižního Řádu Marie Terezie byl povýšen na barona (1917). Ještě před koncem války odešel z fronty na zdravotní dovolenou, v roce 1919 byl penzionován a zemřel krátce poté.

## Životopis

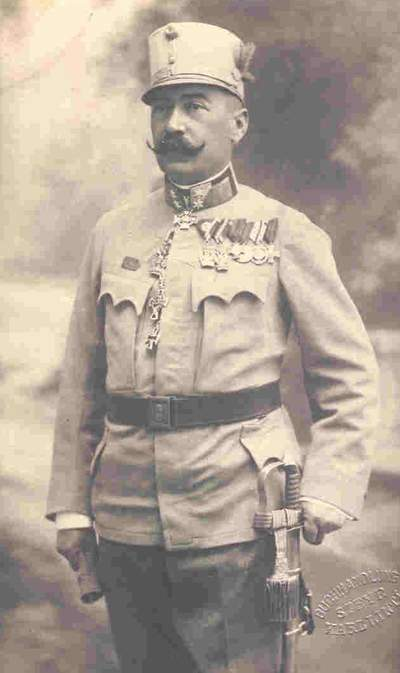
Ignaz Trollmann

Pocházel z rodiny četnického strážmistra, studoval nejprve na kadetní škole v Hranicích, poté na Tereziánské vojenské akademii ve Vídeňském Novém Městě (1879–1882). Do armády vstoupil v roce 1882 jako poručík u 14. pěšího pluku. Později si doplnil vzdělání na Válečné škole (K.u.k. Kriegschule) ve Vídni (1885–1887) a v hodnosti nadporučíka byl zařazen do důstojnického sboru generálního štábu (1888). Poté sloužil v Innsbrucku a Olomouci, krátce působil také u Vojenského geografického úřadu. Postupoval v hodnostech a jako podplukovník (1900) byl šéfem štábu 34. pěší divize v Temešváru. Následně byl přeložen k c. k. zeměbraně a od roku 1901 byl velitelem 21. zeměbraneckého pluku v St. Pöltenu. V roce 1903 byl povýšen na plukovníka a převzal velení 1. zeměbraneckého pluku ve Vídni.

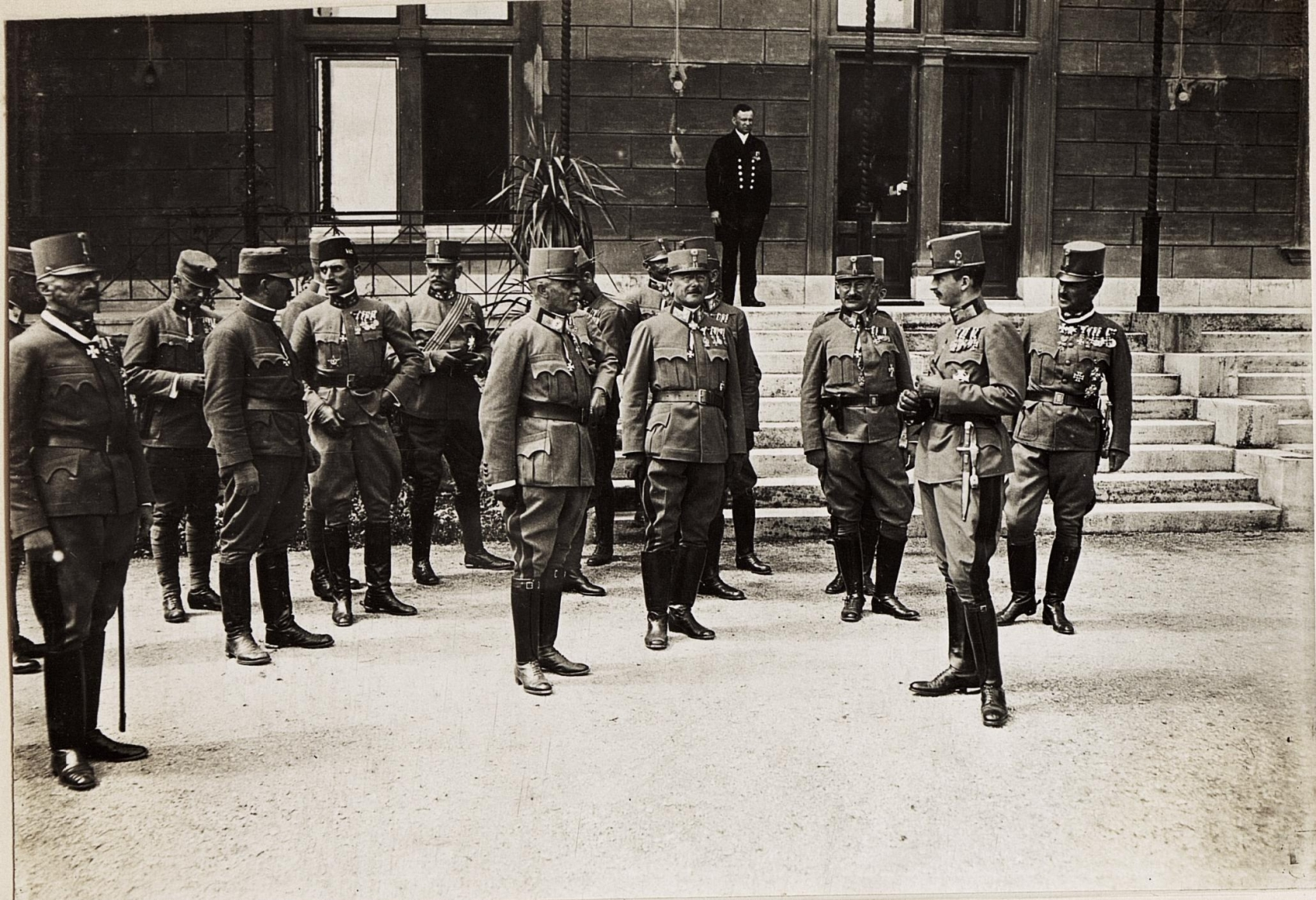
Generál Ignaz Trollmann při převzetí Řádu Marie Terezie z rukou císaře Karla I. (1917)

V roce 1910 byl povýšen na generálmajora a stal se velitelem 43. zeměbranecké pěší brigády ve Štýrském Hradci, kde zároveň působil jako pedagog. V roce 1913 dosáhl hodnosti polního podmaršála a jako divizní velitel zeměbrany byl převelen do Krakova. Ještě v roce 1913 byl jmenován velitelem 1. pěší divize v Sarajevu a těsně před první světovou válkou převzal velení 18. pěší divize v Mostaru. S touto divizí byl na začátku války začleněn do 6. armády generála Potiorka určené k invazi do Srbska.
V prosinci 1914 byl převelen na východní frontu, kde se zúčastnil operací u Gorlice. V lednu 1915 převzal velení 19. armádního sboru, v jehož čele se zúčastnil dalších bojů v Haliči. V roce 1916 se svým sborem v rámci 3. armády zapojil do okupace Černé Hory. Vyznamenal se především dobytím pohoří Lovćen a černohorského hlavního města Cetinje v lednu 1916. Na balkánské frontě poté i nadále bránil postupům italských vojsk a k datu 1. listopadu 1916 byl povýšen do hodnosti generála pěchoty (příslušný dekret podepsaný císařem nese datum 13. listopadu 1916 a šlo o poslední generálskou hodnost za vlády Františka Josefa). V srpnu 1917 získal rytířský kříž Řádu Marie Terezie (převzal jej osobně od Karla I. v císařské vile Wartholz). V říjnu 1917 rezignoval na velení armádního sboru a odešel na dovolenou, dalších bojů se již nezúčastnil. V armádě byl penzionován k datu 1. ledna 1919 a krátce poté zemřel ve Štýrském Hradci.

## Tituly a ocenění
Během vojenské služby obdržel řadu vyznamenání v Rakousku-Uhersku, ale i od zahraničních panovníků. Jako nositel Řádu Marie Terezie měl nárok na povýšení do stavu svobodných pánů, který mu byl udělen v roce 1917. S baronským titulem byl spojen predikát z Lovćenbergu odkazující na Trollmanovy zásluhy v Černé Hoře. Téhož roku obdržel titul c. k. tajného rady s nárokem na oslovení Excelence. Za první světové války získal čestné občanství v rodném Steyru a v albánském Skadaru.

### Rakousko-Uhersko
- Jubilejní pamětní medaile (1898)
- Řád železné koruny III. třídy (1908)
- Vojenský jubilejní kříž (1908)
- Mobilizační kříž (1913)
- Řád železné koruny II. třídy s válečnou dekorací (1914)
- Vojenský záslužný kříž II. třídy s válečnou dekorací (1914)
- Vyznamenání za zásluhy o Červený kříž (1915)
- Řád železné koruny I. třídy s válečnou dekorací (1915)
- velkokříž Leopoldova řádu s válečnou dekorací (1915)
- Vojenská záslužná medaile (1916)
- rytířský kříž Řádu Marie Terezie (1917)

### Zahraničí
- rytířský kříž Albrechtova řádu (Sasko, 1905)
- Řád pruské koruny II. třídy (Německo, 1909)
- Železný kříž II. třídy (Německo, 1915)
- Železný kříž I. třídy (Německo, 1916)
- Řád za zásluhy (Liyakat Madalyasi) (Osmanská říše, 1917)
- Řád svatého Alexandra I. třídy (Bulharsko, 1918)